# Chloroclystis subaerata
Chloroclystis subaerata là một loài bướm đêm trong họ Geometridae.